# 卢山郡
卢山郡，中国唐朝时设置的郡。
唐玄宗天宝元年（742年），改雅州置卢山郡。治所在严道县（今四川省雅安市西）。下辖严道县、荣经县（今四川省荥经县）、卢山县（今四川省芦山县）、名山县（今四川省名山县）、百丈县（今四川省名山县茅河乡古城）。辖境相当今四川省雅安市、名山县、芦山县、荥经县、宝兴县、天全县等地。唐肃宗乾元元年（758年）复改为雅州。